# Опойцев, Валерий Иванович
Валерий Иванович Опойцев (5 сентября 1944, Туапсе, Краснодарский край, РСФСР, СССР — 26 июля 2018, Москва, Россия) — российский учёный, д.ф.-м.н., главный научный сотрудник ИПУ РАН, внёсший заметный вклад в теорию активных систем,,. Известен также как профессор МФТИ, автор учебных пособий по математике для вузов и средней школы, просветитель и популяризатор науки.

## Биография
Родился 5 сентября 1944 года в г. Туапсе в семье военнослужащего. В 1962 году окончил Краснодарскую среднюю школу № 8 и поступил в Московский физико-технический институт (МФТИ).
В Институте Проблем Управления (в то время ИАТ) работал с 1967 года сначала в должности техника-инженера, а с 1971 года после окончания с отличием МФТИ по специальности «Системы автоматического управления» и досрочной защиты кандидатской диссертации — в должности младшего, а с 1974 года старшего научного сотрудника.
В 1982 году защитил диссертацию на соискание учёной степени доктора физико-математических наук.
В 1991 году В. И. Опойцеву присвоено звание профессора по специальности «Системный анализ и автоматическое управление».
Практически вся научная деятельность, за исключением перерыва на работу в должности заместителя директора Научно-исследовательского института развития налоговой системы, связана с работой в Институте Проблем Управления, где он с 1986 года занимал должности ведущего научного сотрудника, заведующего сектором лабораторий № 57 и 61, а в последние годы — главного научного сотрудника.
За годы работы в ИПУ принимал участие в научно-прикладных программах и разработках. Руководил прикладными исследованиями для Госплана и Министерства связи СССР, а также научно-исследовательской работой по расчёту и оптимизации структуры бортовых вычислительных систем. Специалист в области управления социальными и экономическими системами, статики и динамики сложных систем. Подготовил 14 кандидатов наук.
В период с 1998 по 2001 год читал лекции по математике на английском языке для профессоров в Университете Брисбена в Австралии. Последняя лекция для проекта «Школа Опойцева» была опубликована буквально за месяц до его кончины.
Похоронен на Троекуровском кладбище.

## Научный вклад
Среди полученных В. И. Опойцевым научных результатов его коллеги по лаборатории 57 ИПУ РАН особо выделяют вклад в развитие теории активных систем, представляющих собой модель организационной системы, в которой в существенной степени учитываются наличие несовпадающих интересов у субъектов управления (агентов) и их деятельное (активное) поведение. Агенты предоставляют сведения управляющему органу (центру), а выбор действий осуществляют, исходя из собственных интересов.
Начало теории активных систем было положено в 1969 г. другим сотрудником упомянутой лаборатории, В. Н. Бурковым, предложившим механизм открытого управления активными системами.
В 70-80-х гг. дальнейшие исследования в рамках теории активных систем были преимущественно направлены на решение двух задач, первая из которых связанна с ответом на вопрос, в каких случаях механизм открытого управления (в котором агентам выгодно сообщать достоверные сведения) является оптимальным. Эта задача была решена для активных систем с одним агентом, механизмов распределения ограниченных ресурсов, механизмов активной экспертизы (доказаны теоремы об оптимальности механизмов открытого управления — В. Н. Бурков, А. К. Еналеев, В. И. Опойцев),.

## Педагогическая деятельность
Автор образовательного интернет-проекта «Школа Опойцева» и учебников «Школа Опойцева», сочетающие в себе видеолекции и учебные материалы по математике и физике для высшего и школьного образования.
Автор 16-томных «Лекций по математике» под псевдонимом В. Босс, (2004—2018 гг.). В лекциях идёт речь об основных разделах математики и связи между ними. Большинство томов «Лекций» переведено на иностранные языки.

## Из библиографии

### Диссертации
- Опойцев, Валерий Иванович. Оптимальные разбиения в задачах идентификации и распознавания образов : дис. … канд. физ.-матем. наук : 01.00.00. — Москва, 1971. — 93 с.
- Опойцев, Валерий Иванович. Задачи статики и динамики сложных систем : дис. … докт. физ.-матем. наук : 05.13.02. — Москва, 1979. — 259 с. : ил.

### Монографии
- Равновесие и устойчивость в моделях коллективного поведения / В. И. Опойцев ; АН СССР. М-во приборостроения, средств автоматизации и систем упр. СССР. Ин-т проблем управления. — Москва : Наука, 1977. — 245 с. : ил.; 22 см.
- Конечномерная теория вращения векторных полей / В. И. Опойцев. — Москва : Ин-т проблем упр., 1978. — 71 с. : ил.
- Обобщение теории монотонных и вогнутых операторов // Труды Московского математического общества. — 1978. — Т. 36. — С. 237—380.
- Опойцев В. И., Хуродзе Т. А. Нелинейные операторы в пространствах с конусом. Тбилиси: Изд-во ТГУ, 1984.
- Нелинейная системостатика. — М. : Наука, 1986. — 246,[1] с. : ил.; 22 см. — (Экон.-мат. б-ка).
  - Нелинейная системостатика. Изд. 2-е. — М.: URSS, 2020. — 248 с. ISBN 978-5-9710-7323-9

### Редакторская деятельность
- Большие системы: моделирование организационных механизмов / В. Н. Бурков, Б. Данев, А. К. Еналеев и др.; Отв. ред. В. И. Опойцев; Ин-т пробл. управления. — М. : Наука, 1989. — 245,[1] с. : ил.; 22 см; ISBN 5-02-006561-7

### Учебные пособия для вузов
- Лекции по математике. Том 1. Анализ. 5-е изд. В. Босс. ISBN 978-5-9710-6908-9
- Лекции по математике. Том 2. Дифференциальные уравнения. 4-е изд. В. Босс. ISBN 978-5-9710-6394-0
- Лекции по математике. Том 3. Линейная алгебра. 4-е изд. В. Босс. ISBN 978-5-9710-6040-6
- Лекции по математике. Том 4. Вероятность, информация, статистика. 5-е изд. В. Босс. ISBN 978-5-9710-5126-8
- Лекции по математике. Том 5. Функциональный анализ. 3-е изд. В. Босс. ISBN 978-5-397-06071-4
- Лекции по математике. Том 6. Алгоритмы, логика, вычислимость. От Диофанта до Тьюринга и Гёделя. 3-е изд. В. Босс. ISBN 978-5-9710-7713-8
- Лекции по математике. Том 7. Оптимизация. 4-е изд. В. Босс. ISBN 978-5-9710-7415-1
- Лекции по математике. Том 8. Теория групп. 3-е изд В.Босс. ISBN 978-5-397-06805-5
- Лекции по математике. Том 9. ТФКП. 2-е изд. В. Босс. ISBN 978-5-397-06341-8
- Лекции по математике. Том 10. Перебор и эффективные алгоритмы. 3-е изд. В. Босс. ISBN 978-5-382-01781-5
- Лекции по математике. Том 11. Уравнения математической физики. 3-е изд. В. Босс. ISBN 978-5-9710-4844-2
- Лекции по математике. Том 12. Контрпримеры и парадоксы. 3-е изд. В. Босс.ISBN 978-5-9710-7527-1
- Лекции по математике. Том 13. Топология. 3-е изд. В. Босс. ISBN 978-5-9710-5436-8
- Лекции по математике. Том 14. Теория чисел. 2-е изд. В. Босс. ISBN 978-5-9710-6395-7
- Лекции по математике. Том 15. Нелинейные операторы и неподвижные точки. 2-е изд. В. Босс. ISBN 978-5-397-07080-5
- Лекции по математике. Том 16. Теория множеств: От Кантора до Коэна. 2-е изд. В. Босс.ISBN 978-5-9710-7711-4
- Лекции по математике. Том 1. Автоматическое регулирование. Изд. 2-е. В. Босс. ISBN 978-5-9710-4758-2
- Лекции по математике. Том 2. Оптимальное управление. В. Босс. ISBN 978-5-9710-7202-7

### Учебные пособия для средней школы
- Школа Опойцева. Теория вероятностей — М.: URSS, cop. 2018. — 277 с. : ил., табл.; 21 см; ISBN 978-5-9710-5497-9
- Школа Опойцева. Тригонометрия. Старшие классы — М.: URSS, cop. 2016. — 114 с. : ил.; 21 см; ISBN 978-5-9710-3798-9
- Школа Опойцева. Начала матанализа. Элементы теории вероятностей: Старшие классы URSS. 2017. 240 с. ISBN 978-5-9710-4111-5
- Школа Опойцева. Геометрия I: 7—11. М.: URSS, 2017. 240 с. ISBN 978-5-9710-4604-2
- Школа Опойцева. Арифметика и алгебра. Краткий курс (6—11) Изд. 3. М.: URSS, 2019. 200 с. ISBN 978-5-9710-5835-9
- Школа Опойцева. Аналитическая геометрия и линейная алгебра. М.: URSS, 2018. 256 с. ISBN 978-5-9710-5066-7
- Школа Опойцева. Математический анализ Изд. 2. М.: URSS, 2017. 272 с. ISBN 978-5-9710-4278-5
- Школа Опойцева. Обыкновенные дифференциальные уравнения. М.: URSS, 2018. 256 с. ISBN 978-5-9710-5343-9

### Научно-популярная
- В. Босс. Интуиция и математика. 6-е изд. ISBN 978-5-9710-7363-5
- В. Босс. Наваждение. ISBN 5-354-00909-X
- И кому нужен этот компьютер… : [Для ст. шк. возраста] / Валерий Опойцев. — М. : Дет. лит., 1987. — 126,[1] с. : ил.; 24 см; ISBN (В пер.) (В пер.)